# Islamofobi
Denna artikel handlar om fördomar. För saklig kritik av religionen islam, se kritik av islam. För saklig kritik av politisk islam, se kritik av islamism.

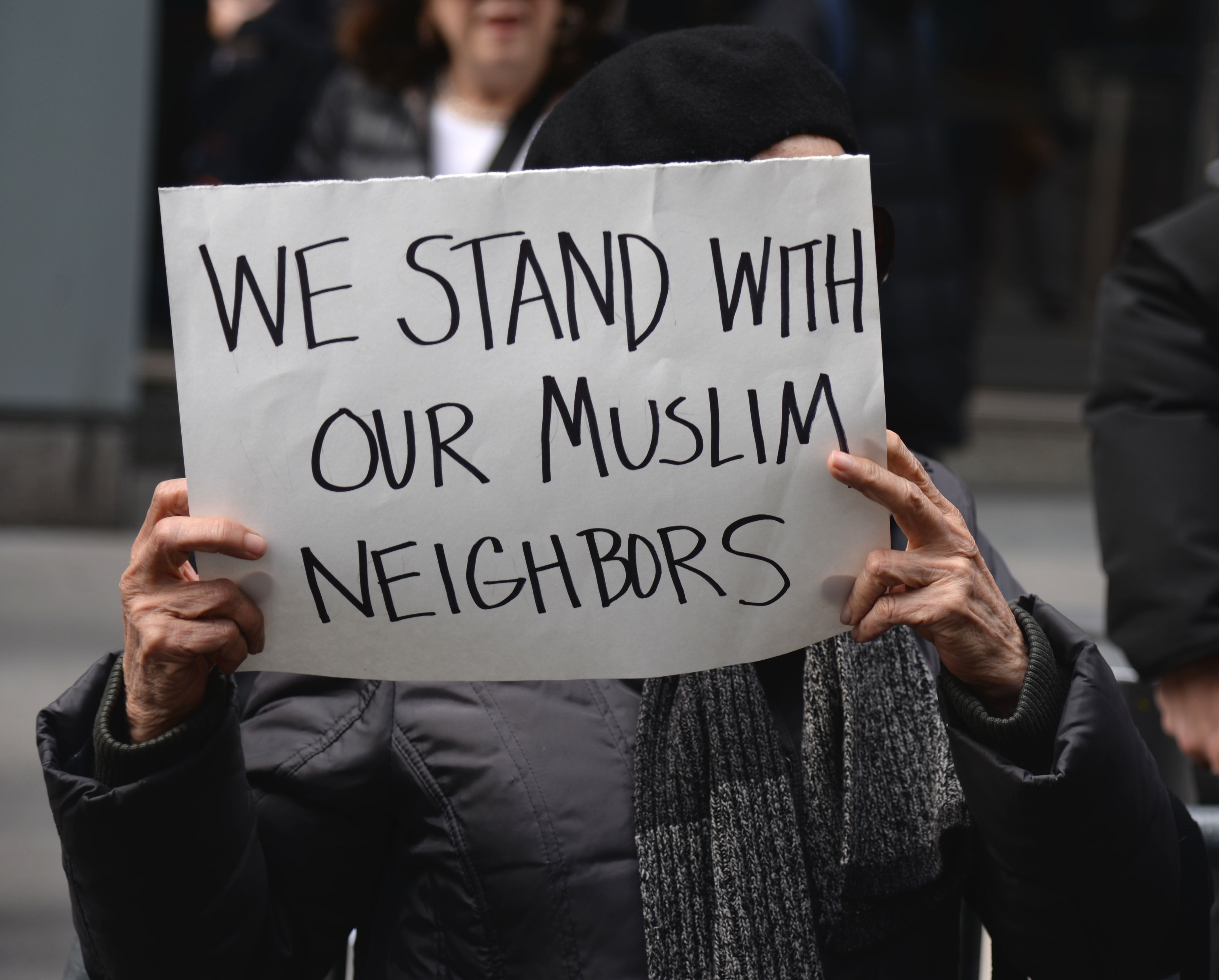
Demonstration mot islamofobi, 2019

Islamofobi (grekiska phobos, φόβος: fruktan), islamfientlighet eller antimuslimsk rasism, är urskillningslösa negativa känslor och attityder riktade mot muslimer och islam som kan ta sig uttryck genom hat, diskriminering och våld. Islamofobin drivs av rasistiska föreställningar om muslimer och islam. Begreppet används inom bland annat vetenskap, politik och kriminalstatistik. Islamofobi utgör motiv för vissa hatbrott, religiös förföljelse och diskriminering som drabbar muslimer. I exempelvis Sverige anmäldes 328 fall av hatbrott med "islamofobiska motiv" år 2020 enligt Brottsförebyggande rådet, mer ofta riktade mot kvinnor än män, huvudsakligen ofredande, hets mot folkgrupp och olaga hot.
Begreppet har kritiserats för att sammanblanda saklig kritik av islam med fördomar om och stigmatisering av muslimer.

## Definition
Flera forskare ansluter sig till den analytiska definition av islamofobi som formulerats av Erik Bleich:
| ” | Urskiljningslösa negativa attityder och känslor riktade mot islam och muslimer | „ |
| – Erich Bleich (2011), The Rise of Hate Speech and Hate Crime Laws in Liberal Democracies. Journal of Ethnic and Migration Studies 37(6): 917–934 |                                                                                |   |

Klas Borell, professor i sociologi och socialt arbete, lyfter fram två aspekter som särskilt beaktansvärda i Bleichs definition:
- Betoningen av att islamofobi handlar om urskiljningslösa negativa attityder och känslor är central. Definitionen lyfter således fram antipatier baserade på stereotyper, det vill säga om negativa övergeneraliseringar som avgörande för vad som innefattas i begreppet. Alla muslimer tillskrivs därmed till exempel egenskaper och beteenden som bara vissa muslimer uppvisar.
- En central aspekt av Bleichs definition är vad den inte säger. Bleich frikopplar attityder från de diskriminerande handlingar som kan vara följden av sådana attityder. På så vis följer han enligt Borell en etablerad forskningstradition inom sociologin och socialpsykologin

Borell menar att islamofobi som analytiskt begrepp endast omfattar en övergeneraliserande indelning av världen i över- och underlägsenhet. Det har islamofobin gemensamt med rasism, antisemitism och andra former av fördomar mot folkgrupper.
Religionsvetaren Åke Sander har, inspirerad av bland annat lagstiftningen om sexuella trakasserier, föreslagit att definitionen av islamofobi ska utgå från individens känsla av att ha blivit kränkt, och att en sådan definition bör kunna ligga till grund för juridiskt, socialt och politiskt arbete.
Föreställningar om att muslimers närvaro i ett samhälle utgör en fara till följd av att deras religion betraktas som väsensskild från andra religioner betecknas av Nationalencyklopedin som islamofobi. Islamofobi avser ofta negativa eller kulturrasistiska generaliseringar kring kulturella särdrag bland muslimer, till följd av att muslimer betraktas som ett kollektiv med oföränderliga kulturella särdrag istället för som individer från en rad skilda kulturer (det finns inte bara en muslimsk kultur).
Enligt Nämnden för statligt stöd till trossamfund är islamofobi omotiverad intolerans och motvilja mot islam, muslimer och muslimska kulturyttringar, eller attacker på och diskriminering av muslimer som motiveras av sådan fientlighet. Exempel på uppfattningar som brukar betecknas som islamofobiska är att islamsk kultur skulle vara fundamentalt annorlunda, underlägsen och mer våldsinriktad än västerländsk och kristen kultur, att ökningen av antalet muslimer skulle innebära ett hot mot västerländsk kultur.

### Begreppshistorik
Alphonse Étienne Dinet och Sliman ben Ibrahim, Algeriet, gav 1918 ut en biografi om profeten Muhammad. På franska använde de då ordet "islamophobie". I den engelska utgåvan blev ordet dock inte översatt till "islamophobia", utan istället till "feelings inimical to Islam" (negativa känslor till islam). 

## Etymologi
Efterledet -fobi avser i detta sammanhang en allmän rädsla eller avvärjelse mot islam som religion och muslimer i allmänhet. Efterledet avser alltså inte en diagnos på en sjuklig rädsla utan används i överförd betydelse på samma sätt som i xenofobi (främlingsfientlighet), kristofobi (fördomar mot kristna) och homofobi används för olika samhällsfenomen. Begreppet islamofobi har betydelselikhet med kulturrasism, religionsförföljelse och antisemitism, och orientalism. Begreppet kan användas pejorativt.

## Historia
Idéer som i modern tid skulle benämnas som islamofobi kan spåra sina rötter tillbaka till åtminstone medeltiden och dåtida kristna uppfattningar av muslimer. Av vissa kristna benämndes muslimer bland annat som anhängare till Antikrist, eller som demoner och hundar. Enligt religionshistorikern Mattias Gardell sorterades människor redan under rasismens tidiga historia utifrån religiösa och kulturella kännetecken som seder och riter. Gardell kontrasterar det mot en senare syn på rasism som något som enbart skulle utgå från biologiska markörer, t.ex. i form av rasbiologi. I linje med den argumentationen menar Gardell att islamofobi och antisemitism kan ses som två av de äldsta kända formerna av rasism, eftersom dessa kulturellt definierade grupper började betraktas som mindre värda "raser" och stötas bort från Iberiska halvön under senmedeltid.

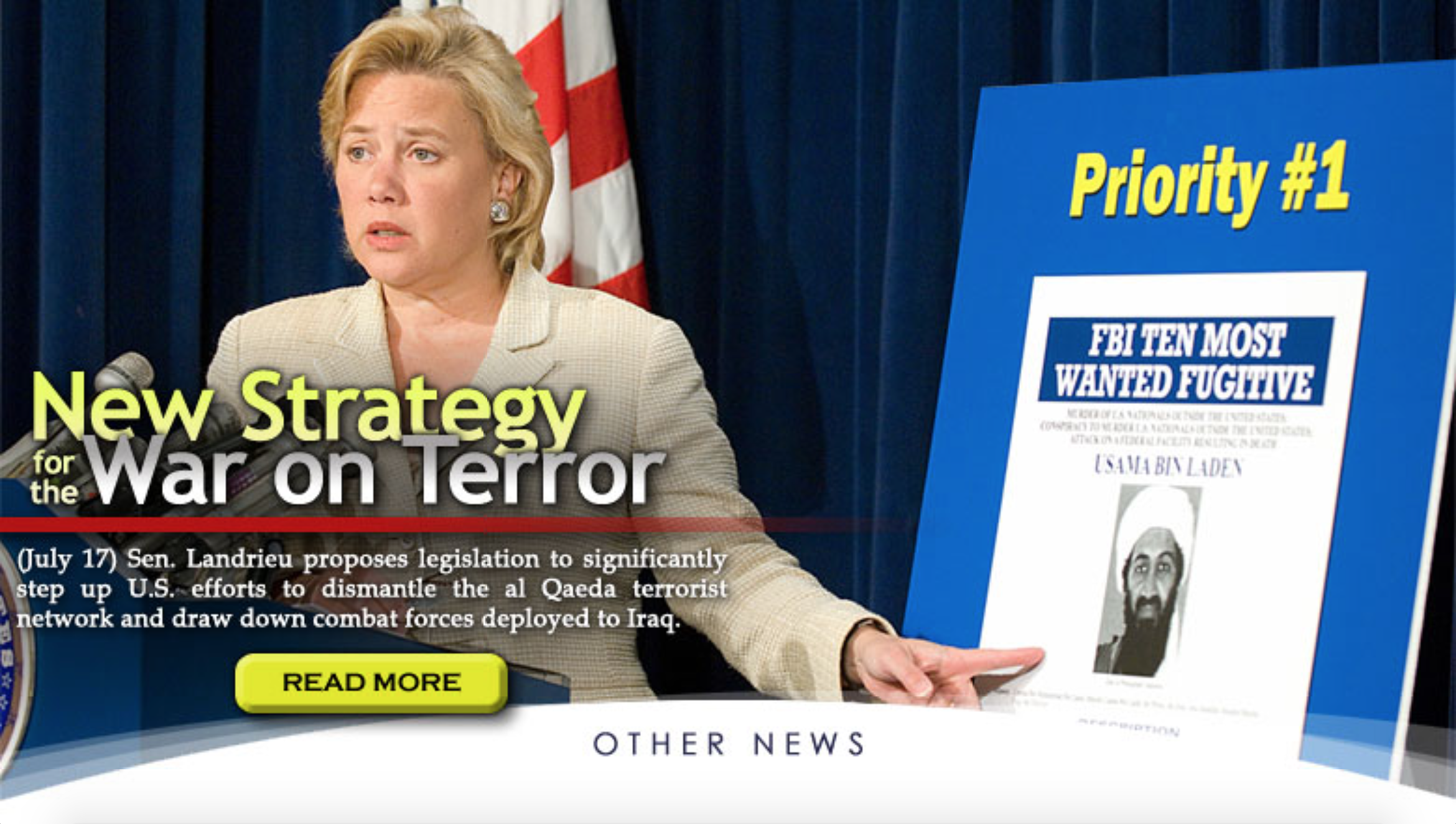
Olika islamofobiska uttryck förvärrades efter terrorattackerna den 11 september 2001 och det efterföljande "kriget mot terrorismen".

Islamofobin har förändrats genom historien och genomgått perioder då den både varit mer framträdande och perioder då den funnits med i samhällsdebattens bakgrund. Några perioder då islamofobin särskilt framträtt är under korstågen 1095-1291, de kristna återerövringskrigen (reconquista) på Iberiska halvön, turkskräcken på 1500-talet, fördrivandet av muslimer från Spanien under 1500-1600-talen och även senare perioder under kolonialtiden. Kalla kriget kan sägas utgöra en period då islamofobin trädde tillbaka till förmån för konflikten mellan väst- och östblocken. I och med Sovjetunionens upplösning började islam och muslimer på nytt av vissa grupper att presenteras som den huvudsakliga fienden till "västvärlden". Urskillningslösa negativa attityder gentemot islam och muslimer kom att accentueras ytterligare efter terrorattackerna den 11 september 2001 och kriget mot terrorn som följde på attackerna.
Efter terrorattackerna den 11 september 2001 kom islamofobiska grupperingar att bli mer organiserade och samarbeta över olika nationsgränser. Några framträdande islamofobiska grupper under perioden var English Defence League, PEGIDA, Stop Islamization of America och ACT For America. Många av grupperna var aktiva ute i det offentliga rummet, samtidigt som en stor del av den anti-muslimska rörelsen under perioden återfanns i olika onlinemiljöer. Under 00- och 10-talet utvecklades många högerextrema och högerradikala partier mot en anti-muslimsk riktning, i linje med den utomparlamentariska utvecklingen. Statsvetaren Cas Mudde har argumenterat för att den politiska utvecklingen i Europa efter flyktingkrisen 2015 utlöste en ny och förstärkt våg av islamofobi. Vissa forskare har poängterat att många lagar och initiativ som har varit förment riktade mot terrorverksamhet varit islamofobiska till sin natur genom att utpeka den muslimska befolkningen som potentiella terrorister.

## Teori

### Underliggande processer
Islamofobi är en samling idéer eller ideologier i vilka islam och muslimer essentialiseras, övergeneraliseras och andrafieras (de ses som något annat än "vi"). Att islamofobin essentialiserar och andrafierar islam och muslimer innebär att dessa presenteras som något i grunden väsensskilt från majoritetssamhället. En tänkt "islamsk kultur" jämförs med "majoritetssamhällets kultur", där muslimer och islam ses som ett hot mot det senare, samtidigt som de båda kulturerna anses ha oöverkomliga kulturella skillnader.
Synen på muslimer som något "annat" och med vissa nedärvda drag har lett till att forskare argumenterar för att muslimer rasifieras på det sättet att en muslimsk identitet mer och mer ses som en fast kulturell markör, snarare än en religiös övertygelse. Muslimer behandlas annorlunda och ses som mindre önskvärda på basis av religiösa och kulturella drag, vilket innebär att islamofobin kan ses som en form av rasism. Islamofobins fokus på kultur är i linje med hur andra former av rasism har utvecklats från rasistiska idéer om biologiska nedärvda skillnader, till att idéer om en nedärvd essens anses finnas i olika kulturer eller religioner. I den islamofobiska föreställningsvärlden finns det tydliga gränser mellan olika kulturer och religioner, vilka dessutom antas på ett definitivt sätt avgöra hur personer tänker eller agerar. Den kulturella eller religiösa essensen går inte att ändra, varför olika generaliseringar om hur "muslimer är" eller hur "islam är" kan uttryckas. I ett svenskt sammanhang anses det utifrån islamofobin som att muslimer födda i Sverige inte är svenskar utan reduceras till enbart muslimer och ses i det ljuset som ett hot mot Sverige och svensk kultur. Islamofobiska föreställningar försvårar eller omöjliggör samtida identiteter som t.ex. svensk och muslim.

#### Stereotyper och generaliseringar
Vidare skapas överdrivna generaliseringar inom islamofobin där islam presenteras i första hand som en politisk ideologi som förespråkar våld, sexism och homofobi. På så vis förnekas islam status som en religion och reduceras till en politisk ideologi som hotar "Väst" och andra länder där muslimer är i minoritet. Islam ses som något statiskt och enhetligt, utan variation, dynamik eller mångfald. Muslimer tenderar även att demoniseras och framställas som illojala "andra" som vill tvinga på sina värderingar på andra genom våld, överbefolkning och radikaliseringen av "goda" muslimer.
Islamofobiska idéer påverkar kvinnor och män på olika sätt. Muslimska kvinnor, särskilt de som bär någon form av slöja, ses som viljelösa offer för ett kulturellt och religiöst förtryck. Samtidigt ses muslimska män som att de skulle vara fundamentalt våldsamma och farliga. Sedan 2005 har en konspirationsteori om "Eurabia" fått relativt stor spridning i vissa kretsar. Teorin går ut på att islam historiskt och i nutid är ett sätt för vissa intressen att ockupera och erövra Europa. Detta ska enligt teorin gå till genom sammansvärjningar, invandring och högre barnafödande i vissa grupper, och ska enligt konspirationen finansieras av pengar från oljeförsäljning. Konspirationsteorin återfinns i en rad böcker och på högerextrema internetforum.

## Uttryck

### Media
Negativa stereotyper kopplat till muslimer och islam förekommer i olika typer av media och kan förstärkas av vissa politiker, samhällsdebattörer och i vissa fall även inom universitetsvärlden. Muslimer tenderar att ha en lägre representation i media och att representeras på ett missvisande sätt. I nyhetstexter har analyser gjort gällande att de mest använda adjektiven för att beskriva muslimer har varit "radikal", "extremistisk" och "terrorist-" , jämfört med européer som har beskrivits med adjektiv som "kunnig", "vanlig" och "vacker". Andra medieanalyser pekar på att reportage rörande islam och muslimer tenderar att fokusera på negativa vinklar som en upplevd oförmåga att integreras eller att terrorattacker med en muslimsk förövare får större utrymme än terrorattacker med högerextrema förövare.

### Konspirationsteorier
Islamofobiska åsikter innefattar, likt antisemitism, ofta konspirationsteorier med det vanligaste temat att det pågår en kamp mellan "raser" och kulturer. De islamofobiska konspirationsteorierna utmålar muslimerna som "fysiska ockupanter" som försöker ta över västvärlden genom massinvandring och barnafödande, och därmed slå sönder den inhemska kulturen och identiteten. I Sveriges fall skulle detta vara svenskheten. Motståndarna i denna utmålade kamp är enligt konspirationsteoretikerna också det "politiskt korrekta" etablissemanget, såsom etablerade politiska partier och etablerad media i Sverige, som står på mångkulturalismens sida och därmed uppfattas stå på islams sida.

## Konsekvenser

### Hälsa
I likhet med andra former av diskriminering och rasism ger även islamofobi upphov till olika fysiologiska reaktioner hos dem som utsätts. Beroende på hur en person rasifieras eller vilken etnisk grupp den tillhör så kan styrkan på reaktionerna variera. En vanlig reaktion bland muslimer och andra grupper som uppfattas som muslimer är stress. Långvarig stress bland muslimer har visats nöta ner hälsan över tid och påverka olika regleringssystem i kroppen. Inom forskningen har särskilt diskrimineringens effekter på människors psykiska hälsa undersökts. Flera studier som har undersökt förhållanden i USA visar att det räcker med att en person någon gång upplevt diskriminering på grund av ras, etnicitet eller religion för att de ska uppleva högre nivåer av psykiskt lidande. Liknande effekter för muslimska befolkningar i Nordamerika har visats för depressiva symptom, rädsla och ångest över potentiell framtida diskriminering, och även paranoia (hos män, men inte hos kvinnor).
När det gäller islamofobins och diskrimineringens påverkan på den fysiska hälsan finns det vissa belägg för att även muslimers fysiska hälsa påverkas negativt. I Storbritannien kunde studier påvisa att det hos muslimer från Sydasien - i likhet med hinduer och sikher - fanns ett samband mellan psykosociala faktorer å ena sidan och kranskärlssjukdomar å andra sidan hos grupperna. Jämfört med de andra religiösa grupperna som studerades rapporterade muslimerna högre nivåer av rasdiskriminering, kronisk stress och finansiella problem, samtidigt som de rapporterade en lägre nivå av fysisk aktivitet. Hos personer från Pakistan och Bangladesh kunde forskare se att grupperna fick signifikant sämre blodtryck, kolesterol och självuppskattad hälsa efter 11 september-attackerna, något som de argumenterade berodde på islamofobi eller anti-muslimsk diskriminering.

## Internationell dag för att motverka islamofobi
I mars 2022 antog FN:s generalförsamling en resolution om att utse 15 mars till internationell dag för att motverka islamofobi. Frankrike invände mot beslutet och bruket av termen islamofobi dels eftersom de menar att det saknas en internationellt vedertagen definition som manifesteras i internationell rätt, dels för att bruket av begreppet verkar splittrande på arbetet mot religiöst betingad intolerans eftersom man riktar in sig bara på en enda religion och utesluter alla andra, utan att ta hänsyn friheten att tro eller att inte tro. Även Indien och EU argumenterade mot att proklamera en internationell dag för att motverka islamofobi. Den internationella organisationen för islamskt samarbete OCI, som tillsammans med Pakistan lanserade initiativet i FN, menade istället att beslutet utgjorde ett viktigt steg i en nödvändig kamp mot uppvigling till hat, diskriminering och religiöst motiverade våldshandlingar.

## Kritik

### Begreppets definition
Islamofobi är ett omdiskuterat begrepp. Forskare har problematiserat att islamofobi omfattar alla typer av fientlighet eller motstånd mot islam. De menar att det som borde vara avgörande för om en företeelse ska omfattas av begreppet är att den bygger på fördomar om islam eller stereotypa föreställningar om hur muslimer tros vara eller beter sig. Forskare pekar också på vikten av att skilja på kritik av islam som religion eller kritik mot vissa muslimska organisationer å ena sidan, och urskillningslösa negativa attityder mot muslimer och islam å andra sidan.
Termen har kritiserats för sitt innehåll av suffixet -fobi. Fobi används allmänt för att beskriva en psykiskt sjukdomstillstånd som karaktäriseras av en obefogad och överdriven rädsla som är omöjlig att kontrollera.

### Användning av begreppet
En invändning mot begreppet islamofobi är att det blandar och förenklar befogade rädslor för militant islamism med obefogade rädslor för islam som religion. Begreppet har även kritiserats för att sammanblanda saklig kritik av islam med fördomar om och stigmatisering av muslimer. Det har resulterat i att termen islamofobi ibland har beskrivits som mer polemisk än analytisk, som en term som används att tysta all kritik mot olika muslimska företrädare, organisationer och praktiker.
Den brittiska författaren Sara Kahn har anklagat delar av vänstern i Storbritannien för att anamma islamismens syn på islamofobi och uppmana till "censur" av humanister som utmanar islamistisk ideologi eller förespråkar yttrandefrihet. Liknande anklagelser har riktats mot bland annat delar av vänstern i Sverige. Socialantropologen och debattören Aje Carlbom har skrivit att även om vänstern och islamism passar mycket illa ihop "verkar [de] kunna samspela i identitetspolitiska strider mot den ”västerländska” fienden".
Vissa invänder mot begreppet och dess koppling till rasistiska ideologier med argumentet att muslimer inte är en ras och därmed inte heller kan utsättas för rasism. Ett sådant argument har dock flera svagheter enligt de som ser islamofobi och rasism som besläktade. De menar att för att rasism ska uppstå är det inte nödvändigt att det finns några biologiska raser, som till exempel rasbiologin antar. Inom rasismforskningen talar man om den sociala processen rasifiering, vilket innebär att olika individer tillskrivs en viss ras på grund av till exempel hudfärg eller religiösa symboler. De som försvarar kopplingen mellan islamofobi och rasism menar att det är rasismen i sig som skapar de sociala "raserna" och att det är den rasistiska ideologin som hävdar att denna konstruerade identitet gör att vissa människor förtjänar bättre än andra. Att hävda att förekomsten av rasism kräver biologiska raser blir att erkänna rasbiologins syn på mänskligheten och mänskliga samhällen.

### Notförteckning
1. ↑  Abusagr, Lina; Eriksson, Jan-Peter (8 februari 2019). ”Religionsprofessorn: ”Finns en framväxande antimuslimsk rasism””. SVT Nyheter. https://www.svt.se/nyheter/lokalt/gavleborg/mattias-gardell-finns-en-framvaxt-av-antimuslimsk-rasism. Läst 18 juli 2022.
2. ↑  ”Islamofobi”. Regeringens webbplats om mänskliga rättigheter. Regeringskansliet. Arkiverad från originalet den 14 juni 2007. https://web.archive.org/web/20070614103850/http://www.manskligarattigheter.gov.se/extra/pod/?action=pod_show&id=22&module_instance=10. Läst 27 september 2010.
3. ↑  ”Islamofobi - Forum för levande historia”. www.levandehistoria.se. https://www.levandehistoria.se/fakta/rasism/islamofobi. Läst 28 november 2023.
4. ↑  Antisemitism och islamofobi - utbredning, orsaker och preventivt arbete.
5. ↑  ”Hatbrott 2008”. Rapport 2009:10. Brottförebyggande rådet. sid. 50. Arkiverad från originalet den 16 december 2013. https://web.archive.org/web/20131216182340/http://www.bra.se/download/18.cba82f7130f475a2f180002855/2009_10_hatbrott_2008.pdf. Läst 27 september 2010.
6. ↑  ”Polisanmälda hatbrott 2020”. Brottsförebyggande rådet. 8 december 2021. https://bra.se/publikationer/arkiv/publikationer/2021-12-08-polisanmalda-hatbrott-2020.html.
7. 1 2 3 4 5 6  Borell, Klas (2012): Islamofobiska fördomar och hatbrott, Nämnden för statligt stöd till trossamfund.
8. 1 2 3 4 5  Berntzen, Lars Erik; Rambøl, Astrid Hauge (7 september 2020). ”What is Islamophobia?”. Center for Research on Extremism - University of Oslo. https://www.sv.uio.no/c-rex/english/groups/compendium/what-is-islamophobia.html. Läst 27 januari 2023.
9. ↑  Otterbeck, Jonas; Bevelander, Pieter (2006). ”Islamofobi - en studie av begreppet, ungdomars attityder och unga muslimers utsatthet - Forum för levande historia”. www.levandehistoria.se. Forum för levande historia. sid. 8. https://www.levandehistoria.se/publikationer/islamofobi-en-studie-av-begreppet-ungdomars-attityder-och-unga-muslimers-utsatthet. Läst 20 februari 2024.  ”I en skrift för EUMC (European Monitoring Centre on Racism and Xenophobia) föreslår religionsvetaren Åke Sander en definition av islamofobi som är medvetet
annorlunda än the Runnymede Trusts. Hans definition utgår från individens känsla av att ha blivit kränkt, i detta inspireras han av bl.a. lagstiftningen mot sexuella
trakasserier”
10. ↑  Jan Hjärpe,  islamofobi i Nationalencyklopedins nätupplaga.  Refererar Mattias Gardell, Islamofobi, Stockholm: Leopard, 2010, ISBN 978-91-7343-288-7
11. ↑  Dinet, Alphonse Étienne; ben Ibrahim, Sliman (1918). La Vie de Mohammed, Prophète d’Allah. Paris. cited from Otterbeck, Jonas; Bevelander, Pieter (2006) (på Swedish) (PDF). Islamofobi  – en studie av begreppet, ungdomars attityder och unga muslimars utsatthet. Anders Lange. Stockholm: Forum för levande historia. ISBN 91-976073-6-3. Arkiverad från originalet den 19 January 2012. https://web.archive.org/web/20120119025153/http://www.levandehistoria.se/files/islamofobi.pdf. Läst 23 november 2011.  ”"modern orientalists [are partially] influenced by an islamofobia, which is poorly reconciled with science and hardly worthy of our time"”
12. ↑  Allen, Christopher (2010). Islamophobia. Ashgate Publishing. pp. 5–6.
13. ↑  Otterbeck & Bevelander 2006, s. 9 f.
14. ↑  Commission on Human Rights, Report on the sixtieth session (15 March -23 April 2004), sid 136. (Arkiverad på archive.org.)
15. ↑  Said, Edward (2000). Orientalism. Stockholm: Ordfront. ISBN 91-7324-794-4.
16. ↑  Mahmood Mamdani (2004), Good Muslim, Bad Muslim: America, the Cold War, and the Roots of Terrorism. New York: Pantheon. ISBN 0-375-42285-4.
17. 1 2  ”islamofobi - Uppslagsverk - NE.se”. www.ne.se. https://www.ne.se/uppslagsverk/encyklopedi/l%C3%A5ng/islamofobi. Läst 29 november 2023.
18. 1 2  Poohl, Daniel. ””Rasismen fanns innan rasbiologin””. Expo.se. https://expo.se/2020/06/%E2%80%9Drasismen-fanns-innan-rasbiologin%E2%80%9D. Läst 18 juli 2022.
19. 1 2  A/HRC/46/30, s. 4
20. ↑  ”islamofobi - Uppslagsverk - NE.se”. www.ne.se. https://www.ne.se/uppslagsverk/encyklopedi/l%C3%A5ng/islamofobi. Läst 2 januari 2024.
21. 1 2  A/HRC/46/30, s. 5
22. ↑   Countering Islamophobia/anti-Muslim hatred to eliminate discrimination and intolerance based on religion or belief. United Nations Human Rights Council. 21 april 2021. https://daccess-ods.un.org/access.nsf/Get?OpenAgent&DS=A/HRC/46/30&Lang=E.
23. ↑  ”Antisemitism och islamofobi - Forum för levande historia”. www.levandehistoria.se. https://www.levandehistoria.se/wp-content/uploads/2022/11/antisemitism-och-islamofobi-rapport.pdf. Läst 2 januari 2024.
24. ↑  Antisemitism och islamofobi - utbredning, orsaker och preventivt arbete. sidan 12. 2013-12-16.
25. ↑  ”Forskning om diskriminering av muslimer i Sverige” (PDF). Diskrimineringsombudsmannen. Oxford Research. 2013. sid. 49. https://www.do.se/download/18.277ff225178022473141e2a/1618941270230/rapport-forskning-diskriminering-muslimer-sverige.pdf. Läst 27 januari 2023.
26. 1 2  Samari, Goleen; Alcalá, Héctor E.; Sharif, Mienah Zulfacar (2018-06). ”Islamophobia, Health, and Public Health: A Systematic Literature Review” (på engelska). American Journal of Public Health 108 (6):  sid. e1–e9. doi:10.2105/AJPH.2018.304402. ISSN 0090-0036. PMID 29672152. PMC: PMC5944883. https://ajph.aphapublications.org/doi/full/10.2105/AJPH.2018.304402. Läst 6 maj 2024.
27. ↑  Nations, United. ”International Day to Combat Islamophobia” (på engelska). United Nations. https://www.un.org/en/observances/anti-islamophobia-day. Läst 13 februari 2023.
28. ↑  ”General Assembly Unanimously Adopts Texts on Combating Islamophobia, Protecting Rangelands, Tackling Difficulties for Widows, Bicycles as Public Transportation | UN Press”. press.un.org. 15 mars 2002. https://press.un.org/en/2022/ga12408.doc.htm. Läst 13 februari 2023.
29. ↑  ”France, EU and India opposed creation of UN day to combat Islamophobia” (på engelska). Middle East Eye. 17 mars 2022. http://www.middleeasteye.net/news/un-islamophobia-combat-day-india-france-eu-opposed. Läst 13 februari 2023.
30. ↑  ”Begreppet islamofobi skapar debatt i FN”. Signum. 29 mars 2022. https://signum.se/begreppet-islamofobi-skapar-debatt-i-fn/. Läst 13 februari 2023.
31. ↑  ”Islamofobiska hatbrott”. BRÅ 2021:3. Brottsförebyggande rådet. 2021. Arkiverad från originalet den 27 januari 2023. https://web.archive.org/web/20230127101851/https://bra.se/download/18.1f8c9903175f8b2aa70762d/1622553459528/2021_3_Islamofobiska_hatbrott.pdf. Läst 27 januari 2023.
32. ↑  ”Forskning om diskriminering av muslimer i Sverige”. sid 23. Diskrimineringsombudsmannen/ Oxford Research. Arkiverad från originalet den 23 september 2015. https://web.archive.org/web/20150923215701/http://www.do.se/Documents/rapporter/Forskning%20om%20diskriminering%20av%20muslimer%20i%20Sverige.pdf. Läst 29 mars 2015.
33. ↑  ”Full text: Writers' statement on cartoons” (på brittisk engelska). 1 mars 2006. http://news.bbc.co.uk/1/hi/world/europe/4764730.stm. Läst 21 mars 2024.
34. 1 2  Aje Carlbom (Malmö universitet). ”Islamisk aktivism i en mångkulturell kontext : ideologisk kontinuitet eller förändring? (PDF)”. www.msb.se. MSB. sid. 53. Arkiverad från originalet den 25 april 2020. https://web.archive.org/web/20200425063745/https://www.msb.se/sv/publikationer/islamisk-aktivism-i-en-mangkulturell-kontext--ideologisk-kontinuitet-eller-forandring/. Läst 4 juli 2020.

### Källförteckning
- Borell, Klas (2012). Islamofobiska fördomar och hatbrott. Stockholm: Nämnden för statligt stöd till trossamfund. ISBN 978-91-980611-0-9. Arkiverad från originalet den 16 juni 2013. https://web.archive.org/web/20130616041718/http://www.sst.a.se/download/18.11165b2c13cf48416de7759/Islamofobiska+f%C3%B6rdomar+och+hatbrott+-+hela+h%C3%A4ftet.pdf. Läst 15 april 2013 Arkiverad 16 juni 2013 hämtat från the Wayback Machine.
- Otterback, Jonas; Bevelander, Pieter (2006). Islamofobi: en studie av begreppet, ungdomars attityder och unga muslimers utsatthet. Stockholm: Forum för levande historia. Libris 10308742. ISBN 91-976073-6-3. http://www.levandehistoria.se/sites/default/files/material_file/islamofobi.pdf
- Staffan Gunnarsson (2011), Ett olyckligt begrepp - islamofobins förrädiska fallgropar. Humanisten nr 2 2011